# Ana Maria Nacinovic Correa
Ana Maria Nacinovic Correa (Rio de Janeiro, 25 de março de 1947 – São Paulo, 14 de junho de 1972), foi uma guerrilheira e militante comunista brasileira, que participou da luta armada durante os Anos de Chumbo contra a ditadura militar brasileira.

## Biografia

### Início de vida e juventude
Quando completou sete anos de idade, conviveu com sua mãe, avós e tia. Por conta da separação dos pais, a família se dedicou com amor e atenção a criança para tentar completar a falta da figura paterna. Criada na Zona Sul carioca, estudou no Colégio São Paulo, de freiras, sempre aplicada e comprometida com responsabilidades da escola. Introduzindo seu interesse na área artística, aprendeu piano antes da maioridade, com o professor Guilherme Mignome.
Com seu interesse e vocação em matemática, entrou em um curso pré-vestibular com interesse em formar-se como engenheira. Casou-se muito cedo e separou-se logo depois, por isso, decidiu ingressar, aos 21 anos, na Faculdade de Belas Artes da UFRJ, e passou como 2.ª colocada. Durante a vida universitária, tornou-se integrante da Ação Libertadora Nacional (ALN), grupamento político clandestino criado por Carlos Marighella, que combatia através de Grupos Táticos Armados (GTA) — dos quais Ana Maria fazia parte — a ditadura militar instalada no país em 1964.
Recrutada pela ALN no Rio de Janeiro, foi transferida para São Paulo onde participou de diversas ações armadas em 1971–1972. Em setembro de 1971, foi a única sobrevivente de uma emboscada do DOI-CODI a um comando da ALN na rua João Moura, no Sumarezinho, onde outros três companheiros de organização foram fuzilados. Durante sua militância na ALN e na guerrilha foi a companheira de Carlos Eugênio Paz, o "Clemente", o último comandante militar da ALN e um dos poucos guerrilheiros da organização que escapou de prisão, tortura ou morte, sobrevivendo ao fim da luta armada e do regime militar.

### Morte
Ana Maria Nacinovic Correa foi morta numa emboscada no bairro da Mooca, na capital São Paulo, em junho de 1972, metralhada pela polícia quando saía de um restaurante junto com quatro outros companheiros de organização, Iuri Xavier Pereira, Antônio Carlos Bicalho Lana e Marcos Nonato da Fonseca, após denúncia do dono do estabelecimento, que havia reconhecido o grupo de jovens que almoçava no local através dos cartazes de procurados pelo governo, que se espalhavam pelo país na época. Contudo, há controvérsias sobre essa versão (a de que a denúncia partiu do dono do restaurante), como relata Jacob Gorender em seu livro Combate nas Trevas — A esquerda brasileira: das ilusões perdidas à luta armada, de 1987, na pagina 237 (ISBN 85 08 02702 8). Apenas Antônio conseguiu escapar. Ferida e caída no chão, foi fuzilada à queima-roupa. Ana Nacinovic teve seu corpo sepultado no Cemitério São João Batista (RJ). No ano de 1997 a CEMDP (Comissão Especial sobre Mortos e Desaparecidos Políticos) admitiu a responsabilidade do Estado no caso da morte de Ana Maria Nacinovic Corrêa.
Os órgãos de segurança pública divulgaram suas versões sobre a morte da militante nos jornais O Globo, Jornal do Brasil e Estado de S. Paulo nas edições de 15 de junho de 1972. De acordo com as publicações, teria sido por volta das 14 horas que os terroristas foram abordados pelos agentes, tendo reações de enfrentamento à interpelação. Na versão desses veículos, o cerco policial foi realizado com objetivo de prender indivíduos que compactuavam com as forças da repressão. Ainda segundo as mesmas notas, a morte dos militantes foi uma consequência da postura de enfrentamento.
Apesar do confronto com presença de armas de fogo em espaço público, a perícia no local — que permitiria a comprovação do suposto tiroteio — não foi realizada. Além disso, os corpos dos militantes mortos não foram dirigidos para o necrotério. Documentos e arquivos fotográficos que poderiam comprovar a relação das armas de fogo utilizadas ainda não foram encontrados. A nota divulgada também mencionava exames de corpo delito dos policiais e dos militantes, mas assim como os demais documentos, esses também ainda não foram encontrados.
Diante de tais lacunas, os familiares das vítimas decidiram promover, por meio de ações individuais, a exumação dos restos mortais de Ana Maria, Iuri Xavier e Marcos Nonato. Para isso, foram contratados o antropólogo forense Luís Fondebrider, da Equipe Argentina de Antropologia Forense, e o perito brasileiro Nelson Massini. A comparação entre as análises dos laudos de necropsia do Instituto Médico Legal de São Paulo — finalizado em junho de 1972 — e do detalhamento do caso elaborado pelos peritos contratados eram divergentes, visto que o primeiro apresentava muitas contradições. O primeiro laudo corroborava com a falsa versão da morte de Ana Nacinovic, indicando que o corpo da mesma encontrava-se desnudo quando deu entrada no IML, cenário incomum considerando que a vítima faleceu em um tiroteio, em um ambiente público.
De acordo com o laudo mais recente, constatou-se que a militante havia sofrido uma fratura no fêmur esquerdo, mas que tal lesão não causou a sua morte. Além disso, diferente do que foi averiguado no primeiro laudo, foi identificado a presença de três projéteis de arma de fogo, e não apenas dois, conforme formalizado na primeira versão do laudo. Por meio de fotografias analisadas posteriormente, também foi possível a identificação de lesões visíveis no seio, ouvido e pescoço da vítima. Houve, também, outras análises feitas por peritos, como Celso Nenevê, que pontuou que a lesão presente na região da mamária direita poderia ter sido feita por uma ação de violência que poderiam provocar insuficiência respiratória, dependendo da intensidade aplicada na região.
Os restos mortais da guerrilheira foram entregues a sua família e sepultados no Cemitério São João Batista, no Rio de Janeiro (RJ).
Mesmo considerada oficialmente morta pelo governo militar, um ano depois, em 1973, foi condenada a doze anos de prisão in absentia.

## Homenagens
Hoje, seu nome batiza uma praça no subúrbio de Bangu, na cidade do Rio de Janeiro e uma creche municipal em São Paulo, inaugurada em março de 1992. Em sua homenagem, uma creche em São Paulo recebeu seu nome em 1992; o mesmo ocorreu com uma rua no bairro de Bangu, no Rio de Janeiro.